# Nyquist (häst)
Nyquist, född 10 mars 2013, är ett engelskt fullblod som tävlade i USA mellan 2015 och 2016. Han tränades under sin karriär av Doug O'Neill och reds oftast av Mario Gutierrez. Han är döpt efter ishockeyspelaren Gustav Nyquist, eftersom ägaren J. Paul Reddam är ett stort fan till ishockeylaget Detroit Red Wings, för vilket Gustav Nyquist spelade.

## Karriär
Nyquist tävlade mellan 2015 och 2016 och sprang in ca 5,1 miljoner dollar på 11 starter, varav 8 segrar. Han tog sin största seger i Kentucky Derby (2016). Han segrade även i Breeders' Cup Juvenile (2015) och Florida Derby (2016).
Då Nyquist lyckats segra i Breeders' Cup Juvenile och Kentucky Derby, blev han den andra hästen som lyckats vinna den så kallade "dubbeln". Han blev även den åttonde hästen som obesegrad lyckats segra i Kentucky Derby, den första sedan Big Brown, 2008.
Efter att Nyquist segrat som obesegrad i Kentucky Derby, gjorde han tre ytterligare starter, men tog aldrig någon mer seger.

### Avelskarriär
Nyquists karriär som avelshingst började 2017, då han i slutet på december 2016 opererats för kolik.

## Statistik
| #  | Datum             | Löp                    | Bana              | Grupp  | Distans        | Plac. | Tid     |
| -- | ----------------- | ---------------------- | ----------------- | ------ | -------------- | ----- | ------- |
| 1  | 5 juni 2015       | Maidenlöp              | Santa Anita Park  | Maiden | 5 furlongs     | 1     | 0:56.43 |
| 2  | 8 augusti 2015    | Best Pal Stakes        | Del Mar Racetrack | II     | 6 1⁄2 furlongs | 1     | 1:16.84 |
| 3  | 7 september 2015  | Del Mar Futurity       | Del Mar Racetrack | I      | 7 furlongs     | 1     | 1:23.28 |
| 4  | 26 september 2015 | FrontRunner Stakes     | Santa Anita Park  | I      | 1 ⁄16 miles    | 1     | 1:44.89 |
| 5  | 31 oktober 2015   | Breeders' Cup Juvenile | Keeneland         | I      | 1 ⁄16 miles    | 1     | 1:43.79 |
| 6  | 15 februari 2016  | San Vicente Stakes     | Santa Anita Park  | II     | 7 furlongs     | 1     | 1:20.71 |
| 7  | 2 april 2016      | Florida Derby          | Gulfstream Park   | I      | 1 ⁄8 miles     | 1     | 1:49.11 |
| 8  | 7 maj 2016        | Kentucky Derby         | Churchill Downs   | I      | 1 ⁄4 miles     | 1     | 2:01.31 |
| 9  | 21 maj 2016       | Preakness Stakes       | Pimlico           | I      | 1 3⁄16 miles   | 3     | 1:58.31 |
| 10 | 31 juli 2016      | Haskell Invitational   | Monmouth Park     | I      | 1 ⁄8 miles     | 4     | 1:48.30 |
| 11 | 24 september 2016 | Pennsylvania Derby     | Parx Racing       | II     | 1 ⁄8 miles     | 6     | 1:50.20 |